# Buchlunge
Die Buchlunge, Fächerlunge oder Fächertrachee ist neben den Röhrentracheen und der Haut eines der Atmungsorgane von Webspinnen und Skorpionen.

## Beschreibung

Buchlungen einer Spinne (in rosa)

Die Buchlungen liegen stets an der vorderen Ventralseite („Bauchseite“) des Opisthosomas (Hinterleib), paarig links und rechts der Körpermittellinie. Die Atemöffnungen (Stigmata) sind Schlitze, die von dem hinteren Rand der unbehaarten Lungendeckel (Opercula) gebildet werden. Die Lungendeckel können durch Muskelkontraktion bewegt werden und die Stigmata vergrößern. Die Stigmata reichen ins Körperinnere und bilden dort den aus einer dünnen Cuticulaschicht gebildeten Atemvorhof. Vom Atemvorhof reichen mit Cuticula begrenzte Einstülpungen, die Atemtaschen, horizontal in einen mit Hämolymphe gefüllten Hohlraum, den Lungensinus. Die Atemtaschen werden durch Cuticulasäulen am Zusammenfallen gehindert. Wegen der Struktur der übereinanderliegenden Atemtaschen spricht man von Buchlunge oder Fächerlunge. Die Cuticulaschicht wird aus den Hypodermislamellen gebildet.

## Funktionsweise
Fast die gesamte Hämolymphe muss auf ihrem Rückweg zum Herzen die Buchlunge passieren. Aus dem Prosoma (Vorderkörper) fließt die Hämolymphe durch zwei seitliche Hohlräume (Lakunen) im Petiolus in den Lungensinus im vordersten Teil des Opisthosomas. In den Lungensinus münden auch Lakunen aus dem hinteren Bereich des Opisthosomas. Vom Lungensinus in der Körpermitte fließt die Hämolymphe seitwärts zwischen die Atemtaschen. Durch die dünne Cuticulaschicht und Hypodermislamellen hindurch diffundiert Sauerstoff. Die oxygenierte Hämolymphe fließt an den Seiten durch einen weiteren, aufsteigenden Lungensinus aufwärts zum Herzen. Eine Ventilation findet wahrscheinlich nicht statt, anscheinend reicht die Diffusion zur Aufnahme von Sauerstoff aus. 

## Entwicklungsgeschichte
Vermutlich haben sich die Röhrentracheen aus den Fächertracheen entwickelt. Letztere sind häufig bei kleineren Spinnen zu finden. Die „urtümlichen“ Gliederspinnen, Vogelspinnenartige und Hypochilidae besitzen zwei Paar Buchlungen im zweiten und dritten Hinterleibssegment. Bei den meisten Echten Webspinnen ist das zweite Paar zu Röhrentracheen umgewandelt. Die Fächertracheen gleichen sich bei allen Webspinnen im Aufbau; die Röhrentracheen hingegen sind vielfältig diversifiziert. Ob Buchlunge oder die Röhrentracheen die wichtigere Rolle spielen, ist bei der Vielfalt der Webspinnen nicht eindeutig zu sagen. Bei der Wasserspinne zum Beispiel sind die Buchlungen verkleinert, bei den Caponiidae erscheinen beide Paare als Sieb- bzw. Röhrentracheen, Zitterspinnen (Pholcidae) besitzen nur ein Paar Buchlungen, Symphytognathidae weisen nur ein Paar Siebtracheen auf.